# Sonnerie pour réveiller le bon gros roi des singes
Sonnerie pour réveiller le bon gros roi des singes (lequel ne dort toujours que d'un œil) est une courte fanfare pour deux trompettes d'Erik Satie, composée en 1921. 

## Présentation
Autre rare incursion de Satie dans le domaine de la musique de chambre, avec Choses vues à droite et à gauche (sans lunettes), Sonnerie pour réveiller le bon gros roi des singes est un duo de trompettes composé en 1921 durant une période peu féconde — entre 1920 et 1923 — du compositeur.
La partition, datée du 30 août 1921, est publiée dans le premier numéro de l'éphémère revue musicale britannique Fanfare, le 1er octobre 1921, en compagnie d'autres fanfares de Granville Bantock, Manuel de Falla et Eugène Goossens,.
L'œuvre, Mouvement de marche (sur les pieds) assez alerte à 
, d'une durée moyenne d'exécution d'une minute environ, est créée le 27 octobre 1921 au Queen’s Hall de Londres, sous la direction de Goossens.

## Discographie
- Tout Satie ! Erik Satie Complete Edition[6], CD 1, Ensemble Ars Nova, Marius Constant (dir.), Erato 0825646047963, 2015.

### Édition
- Erik Satie (préf. Robert Orledge), Complete Music for Two Trumpets, Brighton, SOUNDkiosk, 2011 (lire en ligne).

### Monographies
- Vincent Lajoinie, Erik Satie, Lausanne, Éditions L'Âge d'Homme, 1985 (ISBN 978-2-8251-3228-9).
- (en) Robert Orledge, Satie the composer, New York, Cambridge University Press, coll. « Music in the 20th Century », 1990, 394 p. (ISBN 978-0-521-35037-2).
- Anne Rey, Satie, Paris, Éditions du Seuil, coll. « Solfèges », 1974, rééd. 1995, 192 p. (ISBN 978-2-02-023487-0 et 2-02-023487-4).